# Antirrhinum hispanicum
Antirrhinum hispanicum, dragoncillo, boca de dragón, conejito, rompepiedras, conejitos de roca, es un endemismo del sudeste de España, herbácea perenne, normalmente de 30 o 35 centímetros de altura, máximo unos 60 cm, de la familia de las plantagináceas (anteriormente incluida en la familia escrofulariáceas).

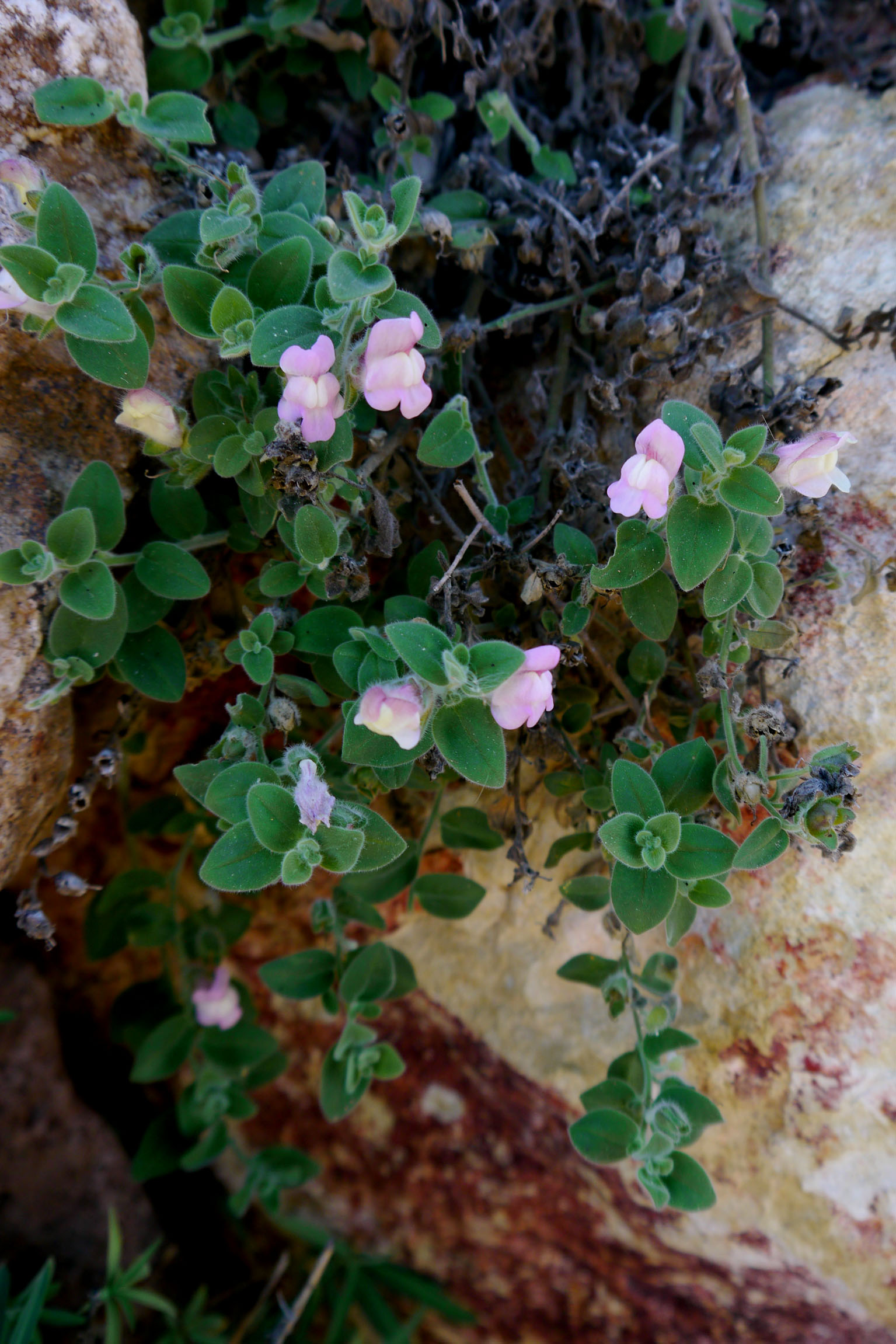
Vista de la planta

## Morfología
Es una hierba perenne, de tallos cortos, procumbentes o ascendentes. Hojas de distribución variada, las basales opuestas, las superiores alternas; ovadas o suborbiculares, enteras y de corto peciolo. Inflorescencias en racimos terminales de brácteas similares a las hojas. Flores hermafroditas, zigomorfas, de cáliz de 5 lóbulos casi totalmente separados y corola de colores del blanco al rosa o púrpura con el paladar amarillento, bilabiada y personada, con un saco en su base. Androceo con 4 estambres y ovario súpero, bicarpelar. Fruto en forma de cápsula que desprende por su parte superior semillas ovoideas de color negro.

## Reproducción

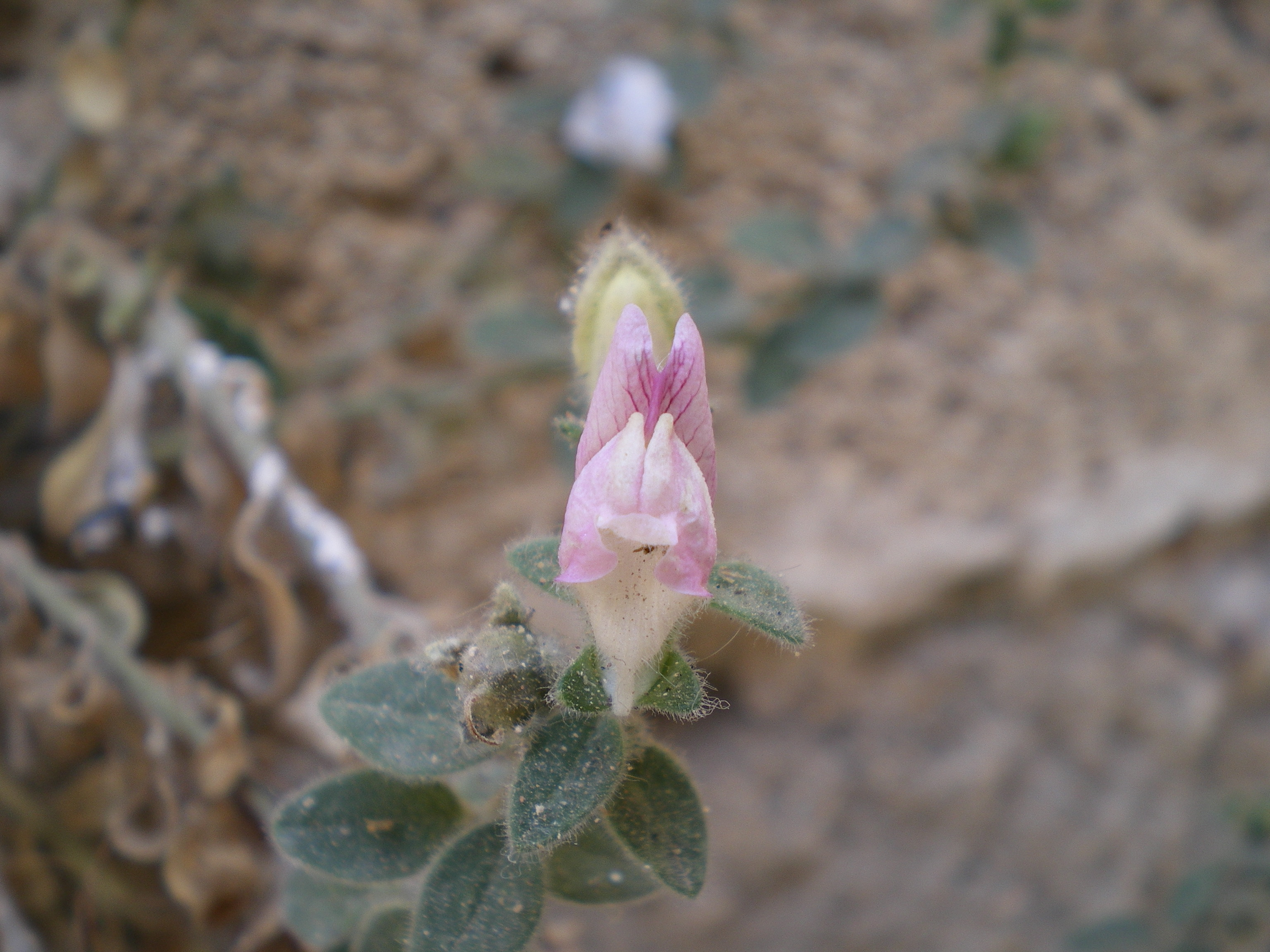
A. h. subsp. mollissimum: Detalle de la flor.

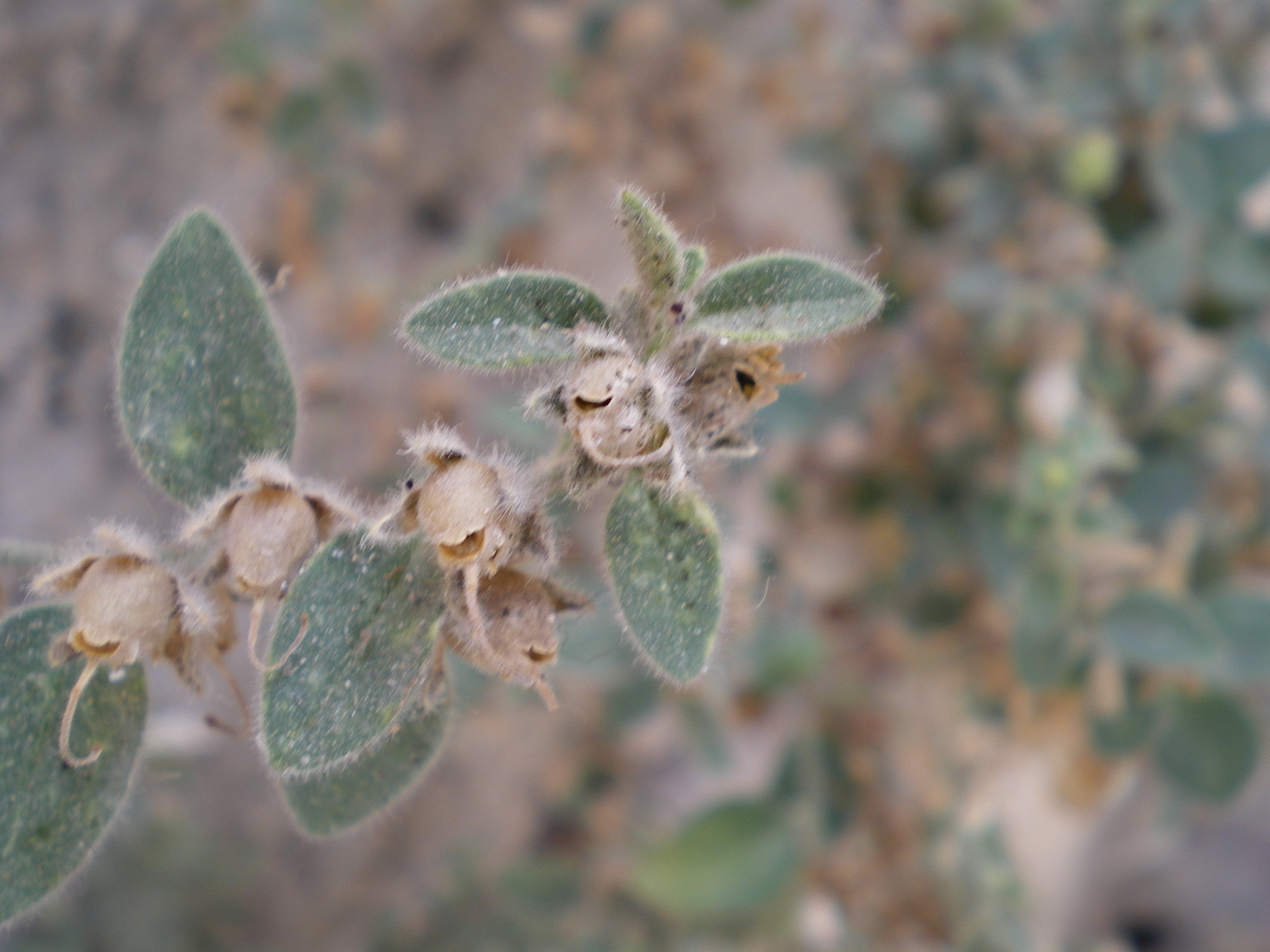
A. h. ssp. mollissimum: Detalle del fruto.

Florece durante todo el año, teniendo su máximo entre los meses de junio y agosto. Se reproduce por semilla.

## Hábitat
Planta rupícola que crece tanto sobre rocas calizas como silíceas, sobre suelos pedregosos y bordes de caminos, entre 200 y 2000 m s. n. m., o en los resquicios de las paredes de diversas construcciones.

## Distribución
Se localiza en el sureste de la península ibérica, provincias de Granada y de Almería. En Almería se localiza entre Bayárcal y el Barranco Hornillo; la subespecie mollisimun especialmente en Sierra de Gádor y la subespecie hispanicum en Sierra de Filabres

## Taxonomía
Antirrhinum hispanicum fue descrita por Édouard Louis Chavannes y publicado en Monogr. Antirrh. 83 1833.
- El A. hispanicum descrito por Benth. es el Antirrhinum graniticum descrito por Rothm.[9]

Citología
Número de cromosomas de Antirrhinum hispanicum (Fam. Scrophulariaceae) y táxones infraespecíficos: 2n=16
Etimología
Antirrhinum: nombre genérico que procede del nombre en latín del dragoncillo anual (Antirrhinum orontium L.), ahora en el género Misopates, que a su vez procede del griego antírrinon (antí: enfrente de, contra, y de rhis, genitivo rhinós: nariz).
hispanicum: epíteto geográfico que alude a su localización en Hispania.
Sinonimia
NOTA: Los nombres que presentan enlaces son sinónimos en otras especies: 
- Antirrhinum barrelieri var. latifolium Willk.
- Antirrhinum bolosii Fern.Casas
- Antirrhinum glutinosum
- Antirrhinum glutinosum var. africanum Pau & Font Quer ex Font Quer
- Antirrhinum glutinosum var. rupestre (Boiss.) Lange
- Antirrhinum hispanicum var. bolosii (Fdz.-Casas) Fdz.-Casas
- Antirrhinum hispanicum var. giennense Cuatrec.
- Antirrhinum hispanicum var. oppositiflorum (Maire) Rothm.
- Antirrhinum huteri Rothm.
- Antirrhinum majus subsp. glutinosum (Boiss. & Reut.) Malag.
- Antirrhinum majus subsp. hispanicum (Chav.) Malag.
- Antirrhinum majus subsp. rupestre (Boiss.) Malag.
- Antirrhinum molle var. angustifolium Boiss.
- Antirrhinum rupestre Boiss.
- Antirrhinum saccharatum Fern.Casas[12]

## Nombre común
- Castellano: conejitos (2), conejitos de roca, dragoncico.(el número entre paréntesis indica las especies que tienen el mismo nombre en España)[13]